# Tetramerorhinus
Tetramerorhinus è un genere estinto di mammiferi litopterni, appartenente ai proteroteriidi. Visse nel Miocene inferiore - medio (circa 18 - 12 milioni di anni fa) e i suoi resti fossili sono stati ritrovati in Sudamerica.

## Descrizione
Questo animale assomigliava a un piccolo cavallo, con snelle zampe allungate. Il corpo doveva essere lungo circa un metro e si suppone che il peso si aggirasse intorno ai 30 - 50 chilogrammi. Il cranio era dotato di un muso relativamente allungato, con ossa nasali più lunghe di quelle di Diadiaphorus e con incisivi superiori meno sviluppati rispetto a quelli del genere precedente. Le orbite erano posizionate più o meno a metà del cranio. I molari erano dotati di corone più basse rispetto a quelli di altri proteroteriidi più derivati, come Proterotherium.
Di un esemplare della specie Tetramerorhinus lucarius si è conservato il calco endocranico, che ha permesso di ricostruire alcune strutture del cervello dell'animale. Il cervello era piuttosto grosso in relazione alle dimensioni del cranio, per lo sviluppo (soprattutto nella parte anteriore) della neocorteccia e per la complessità del cervelletto. I lobi olfattivi erano piccoli e separati da una profonda incisura, mentre il cervelletto era di forma allungata e separato dai due emisferi cerebrali da una depressione profonda e stretta. Il rinencefalo era molto sviluppato e i lobi piriformi erano in posizione molto meno laterale rispetto a quelli degli ungulati arcaici come Phenacodus, e presentavano una sorta di depressione circolare dal significato sconosciuto. Numerosi solchi longitudinali ricoprivano la superficie della neocorteccia. I nervi cranici erano disposti insolitamente rispetto a quelli di altri mammiferi ungulati, e il forame ovale si trovava posteriormente rispetto al tentorium osseum.

## Classificazione
Il genere Tetramerorhinus venne descritto per la prima volta nel 1894 da Florentino Ameghino, sulla base di resti fossili ritrovati in terreni del Miocene inferiore della Patagonia. A questo genere sono state ascritte numerose specie, come Tetramerorhinus cingulatum, T. fleaglei, T. fortis, T. lucarius, T. prosistens; molte di queste specie, tuttavia, sono state confuse con quelle del genere Proterotherium, come del resto lo stesso genere Tetramerorhinus. 
Tetramerorhinus è un rappresentante dei proteroteriidi, un gruppo di litopterni dalle caratteristiche simili a quelle degli equidi, con i quali non sono strettamente imparentati. Tetramerorhinus sembra essere stato una forma derivata, strettamente imparentato con Licaphrium e Proterotherium.